# Kl. 13.03 - Frank Boysen
Kl. 13.03 - Frank Boysen er en dansk kortfilm fra 2007, der er instrueret af Søren Grinderslev Hansen.

## Handling
Forsikringsmanden Frank Boysen får et opkald kl. 00. En dame fra helvede fortæller ham, at han skal dø kl.13.03. Frank Vågner næste morgen i troen på, at det hele var en drøm, men opdager efterhånden at opringningen var ægte. Frank prøver at ændre sin skæbne.